# رؤیای آدم مضحک

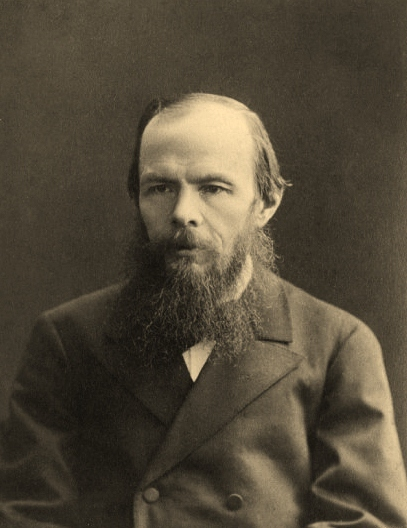
داستایفسکی در سال ۱۸۷۹

رؤیای آدم مضحک، (به روسی: Сон смешного человека, Son smeshnovo cheloveka)، یک داستان کوتاه از فیودور داستایفسکی است که در سال ۱۸۷۷ نوشته شده‌است. داستان، افکار و تجربیات مردی را روایت می‌کند که در نظرش، هیچ چیز در دنیا ارزشی برایش ندارد. این داستان کوتاه، هنگام پرسه زدن راوی و شخصیت اصلی داستان، در خیابان‌های سن پترزبورگ شروع می‌شود و زاویه دید داستان از آغاز تا پایان آن، اول شخص مفرد (من) است. راوی داستان که تصمیم به خودکشی گرفته؛ به‌طور تصادفی با دخترک فقیری روبه‌رو می‌شود که از او برای کمک به مادر در حال مرگ خود درخواست یاری می‌کند. در جریان داستان، او به جای خودکشی می‌خوابد و به رؤیایی فرو می‌رود که با سفری به سیارهٔ دیگر و به فساد کشاندن آنجا در جریان رؤیا، در نهایت دیدگاه او نسبت به زندگی و جهان تغییر می‌کند و عشق به خود و دیگر انسان‌ها در وجود او زنده می‌شود. رؤیای آدم مضحک را می‌توان داوری و برداشت نهایی نویسنده دربارهٔ انسان دانست.
نام این داستان، نام یک مجموعه داستان کوتاه از فیودور داستایفسکی نیز هست. در ایران، ترجمه این داستان کوتاه، در یک مجموعه داستان کوتاه از داستایفسکی به همراه ترجمه شش داستان کوتاه دیگر از این نویسنده روس، به چاپ رسیده و با نام رؤیای آدم مضحک منتشر شده است.